# NGC 4449
NGC 4449 là một thiên hà loại Magellan bất thường nằm trong chòm sao Lạp Khuyển. Khoảng cách của thiên hà này với Trái Đất là 12 triệu năm tuổi. nó gần giống thiên hà Râu  Nó là một phần của nhóm Messier 94 và nhóm Lạp Khuyển I. Điều này khiến nó có liên quan đến nhóm Địa Phương.

## Đặc điểm
Thiên hà này thì có bản chất tương tự như thiên thể vệ tinh của Ngân Hà, Đám Mây Megellan Lớn, dù cho nó không sáng cũng không lớn bằng. NGC 4449 có hình dạng thanh chung, cùng giống như đặc tính của đám mây Megellan lớn với những ngôi sao trẻ màu xanh rải rác.
NGC 4449 đã từng trải qua sự hình thành sao với tỉ lệ rất cao và bao gồm một vài cụm sao trẻ với khối lượng rất lớn. Có một cụm sao này nằm trong vùng trung tâm thiên hà.
Hình ảnh của thiên hà cho thấy một sự phát sáng màu hồng của khí Hydro nguyên tử, chất khí đánh dấu cho các khu vực hình thành sao khổng lồ.
NGC 4449 được bao phủ bởi một lớp màng khí hydro trung tính có diện tích lên đến 75' (gấp 14 lần bán kính quang học của thiên hà này). Lớp màng bao bọc này cho thấy sự biến dạng và sự bất thường. Điều này thể hiện sự tương tác với các thiên hà lân cận.
Sự tương tác với các thiên hà gần đó được cho là ảnh hưởng đến sự hình thành sao trong NGC 4449 và thực tế mà nói thì hai thiên hà nhỏ được phát hiện là tương tác với thiên hà này. 